# Friedrich Adolf Pflug

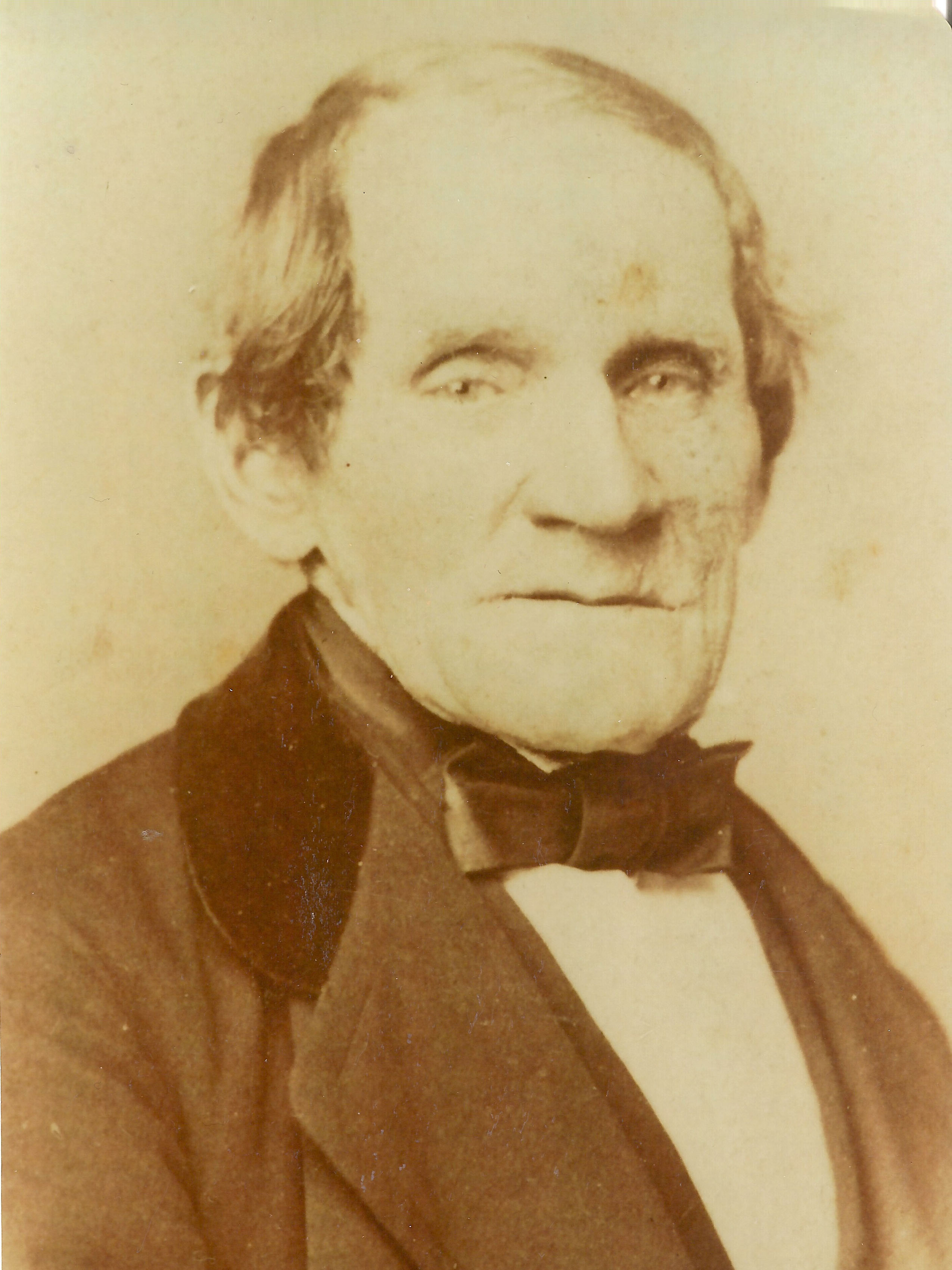
Friedrich Adolf Pflug

Friedrich Adolf Pflug (* 29. November 1810 in Potsdam; † 20. März 1886 in Morrn, Provinz Posen (heute Murzynowo, Gmina Skwierzyna, Polen)) war ein deutscher Stellmacher, Unternehmer und Rittergutsbesitzer.

## Leben

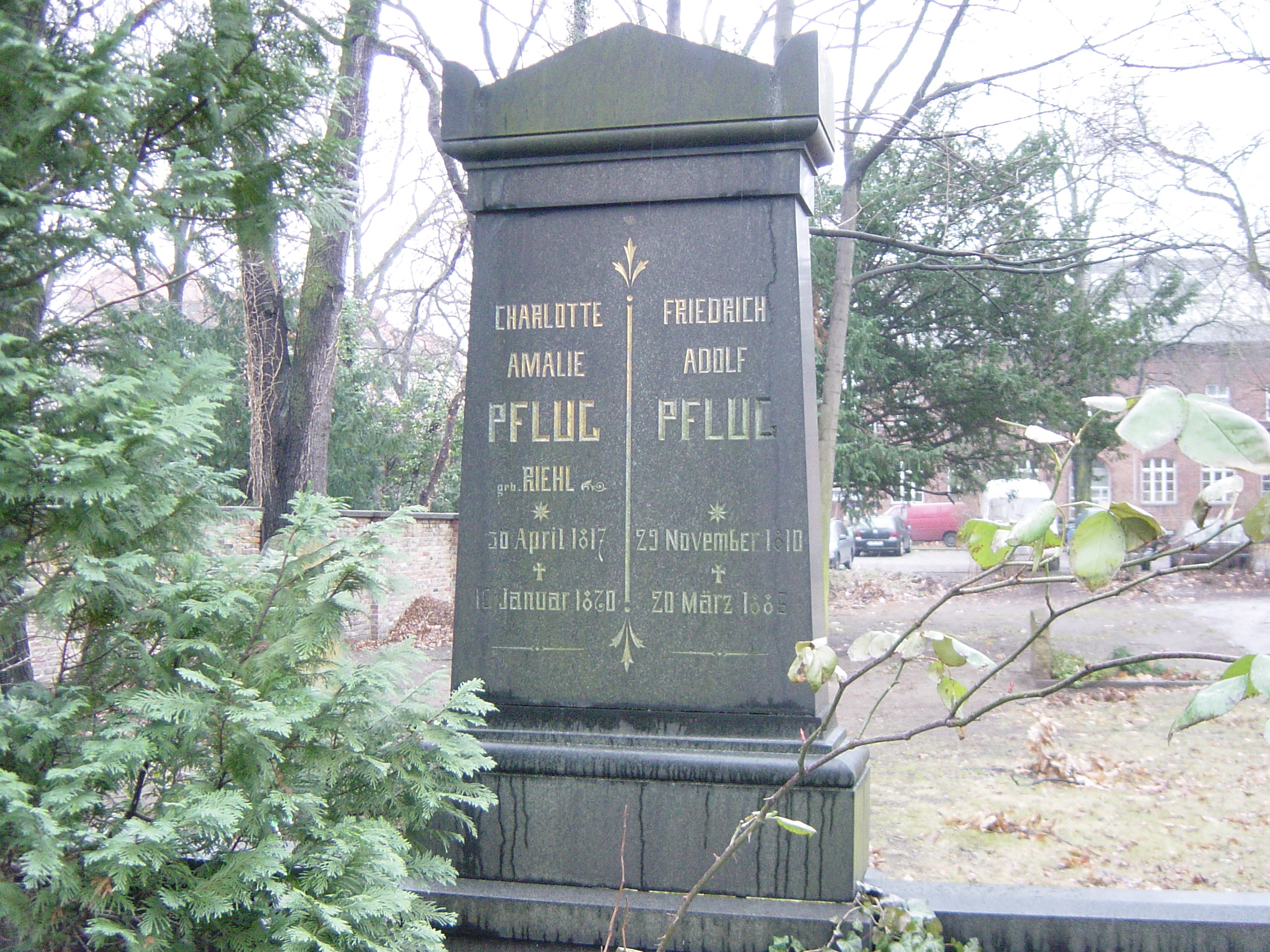
Grabstein von Friedrich Adolf Pflug und seiner Frau

Friedrich Adolf Pflug kam als jüngster Sohn von Johann Friedrich Pflug und Friederike Wilhelmine Amalie Pflug geb. Tiebel (Diebel) am 29. November 1810 in Potsdam zur Welt. Am 24. Oktober 1840 heiratete er Charlotte Amalie Riehl (* 30. April 1817 in Potsdam; † 10. Januar 1870). Die beiden hatten sieben Kinder:
- Friedrich Wilhelm Adolf (* 8. November 1841)
- Amelie Marie (* 5. Mai 1845)
- Carl Bernhard Wilhelm (* 4. April 1847)
- Emil Paul (* 8. Januar 1849; † 17. September 1915 in Brody), später nobilitiert[1]
- Ernst Otto (* 7. Mai 1850; † 7. August 1851 in Berlin)
- Eugen Richard (* 8. September 1856)
- Elisabeth Helene (* 7. Januar 1858)

Seine Frau wurde 1870 im Familiengrab auf dem Friedhof der evangelischen St.-Johannis-Gemeinde in Berlin-Moabit beerdigt, wo vor ihr schon der im Kleinkindalter gestorbene Sohn Ernst Otto bestattet worden war. Friedrich Adolf Pflug starb am 20. März 1886 mit 75 Jahren in Morrn und wurde ebenfalls im Familienerbgrab beerdigt.

## Der Maschinen- und Wagenbau
Von seinem Vater mit dem erforderlichen Handwerkszeug und einigen Barmitteln ausgestattet machte sich Friedrich Adolf Pflug 1837 nach einigen Wanderjahren in Berlin selbständig. Der Bau der Eisenbahn von Berlin nach Potsdam war der Beginn der großen Expansion im Eisenbahnwesen. Pflug baute Personen- und Güterwaggons.
Als Werkstätte benutzte er anfangs das hölzerne Gebäude auf dem Exerzierplatz vor dem Brandenburger Tor. Schon bald mussten mit immer größerer Dimension des Geschäfts neue Werkstätten an der Chausseestraße vor dem Oranienburger Tor gebaut und bezogen werden. Ab 1839 firmierte er unter F. A. Pflug, Maschinenbauanstalt für Eisenbahnwaggons.
Laut Berliner Chronik vom Dienstag, 28. September 1841, erfolgte der Ankauf des Grundstücks Chausseestraße 11 durch Johann Friedrich Themor und Friedrich Adolf Pflug zur Anlage einer Fabrik für Kutschen und Eisenbahnwagen.
Ab 1855 erwarb das inzwischen neu strukturierte Unternehmen F. A. Pflug & Zoller (Pflug als Stellmacher und Schlossermeister Zoller) die Grundstücke Chausseestraße 8 und 11 als Straßengrundstücke und umfangreiche Flächen auf dem Hintergelände der Grundstücke Chausseestraße 8, 9, 10 und 12, dann die weiteren Grundstücke Invalidenstraße 65 bis 67 und an der heutigen Tieck- und Borsigstraße bis an den Stettiner Bahnhof.
Auf Veranlassung des Ministers für Handel, Gewerbe und öffentliche Arbeiten August Freiherr von der Heydt wurde im Jahr 1856 die Aktiengesellschaft für Fabrikation von Eisenbahnbedarf mit einem Kapital von 2 Millionen Taler Preußisch Kurant gegründet. Generaldirektor wurde Hans Victor von Unruh. Dieser überzeugte Friedrich Adolf Pflug, sein Unternehmen inklusive aller Besitztümer an die Aktiengesellschaft zu verkaufen. Der Vertrag kam zum 31. Dezember 1856 zustande und wurde am 19. März 1857 in einer Mitteilung von Pflug an seine Geschäftspartner über den Verkauf seiner Waggonfabrik veröffentlicht. Friedrich Adolf Pflug wurde in der Aktiengesellschaft Generaldirektor für den Bereich Waggonbau. Der Kaufpreis dürfte bei 1 Mio. Taler gelegen haben.
Beim Besitzwechsel am 1. Januar 1857 umfasste die Fabrik Pflugs eine Grundstücksfläche von 3,06 ha mit 20.425 m² überdachten Räumen, in denen etwa 800 Mann arbeiteten und jährlich 1.200 Waggons produziert wurden.

## Die Villa Pflug
Im Jahr 1858 kaufte Friedrich Adolf Pflug die Grundstücke Alt-Moabit 117 und 118 für 62.000 Taler von der Aktiengesellschaft zurück und beauftragte den Berliner Architekten Eduard Knoblauch mit der Planung und dem Bau einer Villa auf den beiden insgesamt ca. 2,4 Hektar großen Grundstücken. Die Grundfläche der Villa betrug ca. 1.000 m². Die Bauleitung erfolgte durch den Sohn von Eduard Knoblauch, Gustav Knoblauch, und Bernhard Kolscher. Am 9. Januar 1861 zog die Familie Pflug aus dem einfachen Backsteingebäude Alt-Moabit 116 in die neue Villa. Im November 1861 gab Friedrich Adolf Pflug einen Ball für die 112 Ehrenjungfrauen vom Einzug des neuen Königs Wilhelm I. in Berlin.
1872 bezog der Kommandeur des III. Armee-Korps die Villa Pflug. Der Park wurde verkleinert, die West- und Südseite des Grundstücks mit Wohnblöcken bebaut.
Die Villa wurde im Zweiten Weltkrieg zerstört und ihre Ruine später abgerissen. Der Park der Villa, der sogenannte Generalspark, wurde in Carl-von-Ossietzky-Park umbenannt.

## Die Rittergüter
Um 1861 kaufte Friedrich Adolf Pflug das Rittergut Morrn (heute Morrn/Murzynowo) etwa 160 km östlich von Berlin an der Warthe gelegen. Im Generaladressbuch der Rittergüter wurde 1879 das Anwesen mit 1.947,02 ha Fläche angegeben, davon 522,32 ha Ackerland, 44,23 ha Wiesen, 71,24 ha Hutung 1.281,08 ha Wald und 28,15 ha Wasser. Dazu gehörten eine Ziegelei und eine Brennerei. Pflug beauftragte den Bau eines neuen Herrenhauses, vermutlich stammten die Pläne dafür ebenfalls von Eduard Knoblauch. Auch der Gutshof mit den Ställen und Wirtschaftsgebäuden wurde modernisiert und größtenteils neu gebaut.
Ab 1865 war Friedrich Adolf Pflug auch Eigentümer der Güter Liebuch (Lubikowo), Lauske (Krasne Dlusko) und Hermsdorf (Nowa Niedrzwica), die er für 65.000 Taler von der Gräfin Ludwika von Wesierska geb. Skorzewska (1816–1874) erworben hatte. Hermsdorf hatte gesamt 712,04 ha, davon 316,73 ha Acker, 391,16 ha Holzungen und wurde von Lauske aus verwaltet. Das Rittergut Lauske hatte ein Areal von 1.204,13 ha, davon 376,00 ha Acker, 80,16 ha Wiesen, 124,92 ha Weiden, 605,14 ha Holzungen, 8,41 ha Wasser, 7,02 ha Hofraum und 2,48 ha Ödland. Dazu gehörte eine Brennerei und eine Dampfmühle. Das Herrenhaus Lauske zeigt an dem Gartentor zur Warte das Monogramm „RP“. Das lässt vermuten, dass Friedrich Adolf Pflug das Rittergut seinem jüngsten Sohn Richard Pflug vermachte. Das Rittergut Libuch hatte gesamt 1.557,71 ha, 734,81 ha Acker, 66,84 ha Wiesen, 31,70 ha Weiden, 425,04 ha Holzungen und 295,52 ha Wasser. Damit bewirtschaftete Friedrich Adolf Pflug zusammen 5.420 ha Grund und Boden.
1874 kaufte er für seinen Sohn Emil das Rittergut Brody in Großpolen. Es wurde 1883 auf eine Fläche von 1.497,06ha beziffert, davon 1.267,60ha Acker, 49,98 Wiesen, 133,21 ha Weiden, 38,82 ha Holzungen und 7,45 ha Hofräume. Dazu gehörten eine Dampfbrennerei mit Mühle, Ziegelei und die Vorwerke Brodki, Helen, Marszewo und Zygmuntowo.

## Ehrungen
Die 1888 angelegte, zwischen Schwartzkopffstraße und Wöhlertstraße in Berlin verlaufende Pflugstraße in unmittelbarer Nähe der ehemaligen Betriebsgelände wurde am 12. März 1889 nach Pflug benannt.

## Schriften
- Waggons für den Eisenbahn-Train der Kaiserl. Russischen Bahn Odessa–Kiew. Berlin 1864. (Digitalisat bei der Universitätsbibliothek der Technischen Universität Berlin)

### Weitere Literatur
- Heinrich von Poschinger (Hrsg.): Erinnerungen aus dem Leben von Hans Viktor von Unruh. Deutsche Verlagsanstalt, Stuttgart u. a. 1895. (urn:nbn:de:kobv:109-1-15451195)
- Heinrich Berghaus (Hrsg.): York. Seine Geburtsstätte und seine Heimath, seine Großthat in der Poscheruner Mühle nebst genealogischen Nachrichten über die Familie seiner Mutter. Verlag von W. Dietze, Anklam 1863. (eingeschränkte Vorschau auf Google Bücher)
- Architekten-Verein zu Berlin (Hrsg.): Berlin und seine Bauten. Ernst & Korn, Berlin 1877, S. 119, S. 147. (II. Teil, 4. Abschnitt Die Industriebauten, c) Fabriken zur Herstellung von Wagen und Eisenbahn-Betrieb-Material) (Digitalisat bei der Zentral- und Landesbibliothek Berlin)